# Schwab's Drug Store

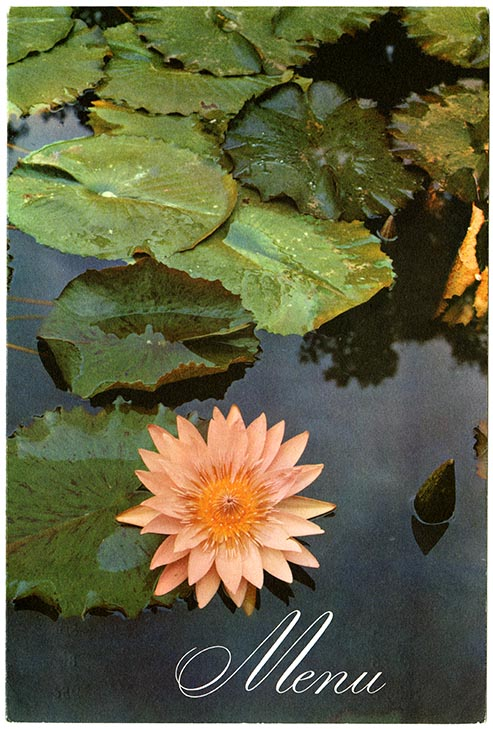
Menu du Schwab’s Drug Store

Schwab’s Drug Store, situé au 8024 Sunset Boulevard à Hollywood, était un lieu de rencontre entre acteurs et producteurs de cinéma entre les années 1930 et 1950. Le Schwab's a fermé en octobre 1983 et a été démoli le 6 octobre 1988 pour laisser place à un centre commercial et un cinéma.

## Schwab dans la culture populaire
- Le drugstore Schwab est reconstitué pour le film Boulevard du crépuscule (1950).Je suis allé à notre quartier général
C'est comme ça qu'on appelait Schwab's drugstore
C'est à la fois notre cafétéria et notre salle d'attente
Attendre...attendre la poule aux œufs d'or[3]

- Il est également évoqué dans les paroles de Invitation to the Blues de Tom Waits, titre extrait de son album Small Change(1976).

And you feel just like Cagney, she looks like Rita Hayworth
Et tu te sens comme Cagney, elle ressemble à Rita Hayworth
At the counter of the Schwab's drugstore
Au comptoir de la pharmacie Schwab
 
- Une scène des Deux Comédiens de Don Carpenter se situe au Schwab :

À cette heure de la journée Schwab était noir de monde, et une double file d'attente pour les box s'étirait devant le comptoir à cigares et tous les tabourets du bar étaient pris...le plus important est "avec qui vous déjeunez et qui d'autre se trouve dans la salle"... Les débutants viennent ici pour être plus ou moins absorbés par le mouvement général, les vieux habitués viennent pour se retrouver entre amis, et égaux, les stars et les vedettes pour rester authentiques et se souvenir, "je suis passé par là et ça pourrait se reproduire".